# 天主教阿塔科帕美教區
天主教阿塔科帕美教區（拉丁語：Dioecesis Atakpamensis）是多哥一個羅馬天主教教區，屬洛美總教區。
教區成立於1964年9月29日，位於高原區北部。2006年有教友257,168人（佔轄區總人口36.8%）、廿九個堂區、五十七名司鐸。教區主教現時出缺。